# Molpadia oolitica
Molpadia oolitica is een zeekomkommer uit de familie Molpadiidae.
De wetenschappelijke naam van de soort werd in 1851 gepubliceerd door Louis François de Pourtalès.